# N.M. Kuznetsov
Nikolaj Mikhailovich Kuznetsov (translitera al cirílico H.M. Кузнецов) (1906-1942) fue un botánico, agrónomo, y explorador ruso.